# Primul marțian
Primul marțian (1968) (titlu original The Far-Out Worlds of A. E. van Vogt) este o culegere de povestiri science fiction a lui A. E. van Vogt.

## Conținut
- Duplicatele (The Replicators) - apărută în If (1965)
- Primul marțian (The First Martian) - apărută în Marvel Science Fiction (1951)
- Plan diabolic (The Purpose) - apărută în Astounding Science Fiction (1945)
- Ucigașii Pământului (The Earth Killers) - apărută în Super Science Stories (1949)
- Pisica (The Cataaaaa) - apărută în Fantasy Book, Vol. 1, No. 1 (1947)
- Automatul (Automaton) - apărută în Other Worlds Science Stories (1950)
- Sine (Itself!) - apărută în Gamma 1 (1963)
- Pădurea (Process) - apărută în The Magazine of Fantasy and Science Fiction (1950)
- Prima noapte (Not the First) - apărută în Astounding Science Fiction (1941)
- Împlinirea (Fulfillment) - apărută în New Tales of Space and Time (1951)
- Nava întunecată (Ship of Darkness) - apărută în Fantasy Book, Vol. 1, No. 2 (1948)
- Omul ultra (The Ultra Man) - apărută în Worlds of Tomorrow (1966)

## Acțiunea povestirilor

### Duplicatele
Un om întâlnește pe proprietatea sa o ființă extraterestră pe care o împușcă. A doua zi, aceasta reapare cu o versiune mai mare a puștii. Lupta continuă, extraterestrul replicând de fiecare dată la scară mult mai mare, până când omul înțelege că singura cale de a opri conflictul este de a lăsa ființa în pace.

### Primul marțian
Atmosfera marțiană pune dificultăți pământenilor care au colonizat planeta. Singurii care se simt acolo ca acasă sunt indienii din Anzi, obișnuiți cu aerul rarefiat și presiunea scăzută a înălțimilor.

### Plan diabolic
În conducerea Pământului se infiltrează membrii unei organizații care pot trăi la nesfârșit după ce și-au pus la păstrare organele vitale. Ei nu mai pot fi uciși, singura cerință fiind de a se alimenta periodic de la aceste organe, folosind o metodă de transfer a energiei.

### Ucigașii Pământului
Statele Unite sunt atacate cu o armă nucleară. Singurul martor al atacului este redus la tăcere, deoarece susține că bomba nu a venit dinspre un alt stat de pe glob, ci direct din spațiu. Toată lumea suspectează un atac extraterestru, dar nimeni nu se gândește că ambițiile politice pot fi un mobil suficient pentru a lansa o bombă asupra propriei țări.

### Pisica
O ființă extraterestră similară unei pisici vizitează lumile galaxiei, luând de pe fiecare planetă un suvenir reprezentativ pentru rasa care locuiește acolo.

### Automatul
Roboții au preluat controlul asupra Pământului și au pornit o ofensivă împotriva înmulțirii pământenilor. Oamenii care refuză să se supună interdicțiilor sexuale sunt supuși unui tratament de spălare a creierului, devenind automate.

### Sine
În oceane sunt amplasați roboți meteo programați să fie bănuitori, agresivi și convinși că ei stăpânesc o anumită zonă a oceanului.

### Pădurea
O pădure a dobândit de-a lungul timpului capacitatea de a raționa, înțelegând existența agresorilor și posibilele oportunități de luptă împotriva lor.

### Prima noapte
După ce a depășit bariera vitezei luminii, o navă spațială se trezește accelerând continuu. După multe strădanii, echipajul reușește să facă procesul reversibil, doar pentru a intra într-o buclă a accelerării-decelerării, repetând la infinit aceeași perioadă de timp.

### Împlinirea
Un computer ajunge să considere că este o entitate atotputernică, stăpână asupra timpului. Asta până când o călătorie în trecut îl pune în fața unui rival cel puțin la fel de puternic și îl ajută să își amintească de originile sale.

### Nava întunecată
O călătorie într-un viitor foarte îndepărtat îl aduce pe un om în prezența unor oameni care locuiesc pe o navă întunecată și se luptă cu ajutorul energiilor pe care le manipulează cu mare ușurință. Dar aventura din viitor îl va aduce pe personajul principal cu câteva mii de ani în trecutul Pământului, unde omenirea se află abia la începutul ei.

### Omul ultra
La sosirea pe Lună, unii oameni dobândesc pentru o scurtă perioadă de timp capacități paranormale. Unul dintre aceștia reușește să depisteze existența unor invadatori extratereștri care vor să distrugă Pământul și satelitul său. În scurtul răgaz pe care îl are la dispoziție pentru a-și folosi capacitățile, omul reușește să șteargă din memoria extratereștrilor faptul că Pământul și Luna ar fi populate, făcându-i astfel să-și piardă interesul față de ele.